# Гордон, Томас Эдвард
Томас Эдвард Гордон (англ. Thomas Edward Gordon; 12 января 1832, Абердин — 1914) — британский генерал, путешественник, дипломат, писатель, художник.

## Семья
Родился в семье капитана Уильяма Гордона (1788—1834), служившего во 2-м королевском полку и участвовавшего в войне в Испании. В 1818 году в городе Сантарем он женился на Марианне Шарлотте Луи, дочери Луи Конгальвеа Де Мелло, правительственного чиновника в провинции Эстремадура.
Брат-близнец — сэр Джон Джеймс Худ Гордон (1832—1904).
Жена — Элла Гордон.

## Биография
2 августа 1849 года вступил в армию, в 29-й пехотный полк, принял участие в Индийской компании 1857—1858 годов.
Позднее стал военным атташе и секретарем по восточным делам в посольстве Её Величества королевы Виктории в Тегеране. Во время поездки в Персию задумал выпустить заметки о своих путешествиях.

## Труды
- The roof of the world: being a narrative of a journey over the high plateau of Tibet to the Russian frontier and the Oxus sources on Pamir. — Oxf., 1876.
- Persia Revisited. — L.—N.Y., 1895.
- A Varied Life: A Record of Military and Civil Service, of Sport and of Travels in India, Central Asia and Persia, 1849-1902. — L., 1906.